# Сіра українська порода
Сіра українська худоба — порода великої рогатої худоби м'ясо-молочного (колись і робочого) напрямку, різновид сірої степової породи південно-східної Європи. Порода є природним вітчизняним генофондовим об'єктом, який перебуває на межі зникнення, йому надано статус першої категорії охорони.

## Історія
Існує дві версії походження породи. За першою — це автохтонні тварини, які виникли в степовому ареалі від дикого європейського степового тура, за другою — це свійська тварина азійських кочових племен (сарматів та гунів), які в V столітті нашої ери вдерлися до Європи з пустель Азії у пошуках кращих пасовищ, і пригнали свою худобу.
Порода створена багатовіковою народною селекцією. Процес формування породи проходив у складних умовах степової зони, у суворому степовому кліматі, на цілинних та перелогових пасовищах, де взимку годувалася майже винятково грубими кормами.
Сіра худоба становила важливу частку багатства Запорозької Січі. Вона культивувалася у запорозьких зимівниках, оскільки найкраще відповідала вимогам степового господарства з поширеним м'ясним та робочим напрямками скотарства.
Робочих биків цієї породи в давнину називали волами. Воли цієї породи могли працювати по 10 — 12 годин на добу, вільно везти вантаж до 100—120 пудів.
Заміна сірої української худоби продуктивними породами почалася в кінці XIX — на початку XX ст. Сіра українська худоба стала основою для створення вітчизняних порід: червоної степової та лебединської.

## Назва
Порода спочатку була відома як малоросійська, черкаська, чорноморська, полтавська, подільська, сіра степова, гуцульська, бессарабська, і лише на початку XX ст. за нею закріпилась сучасна назва сіра українська.

## Опис

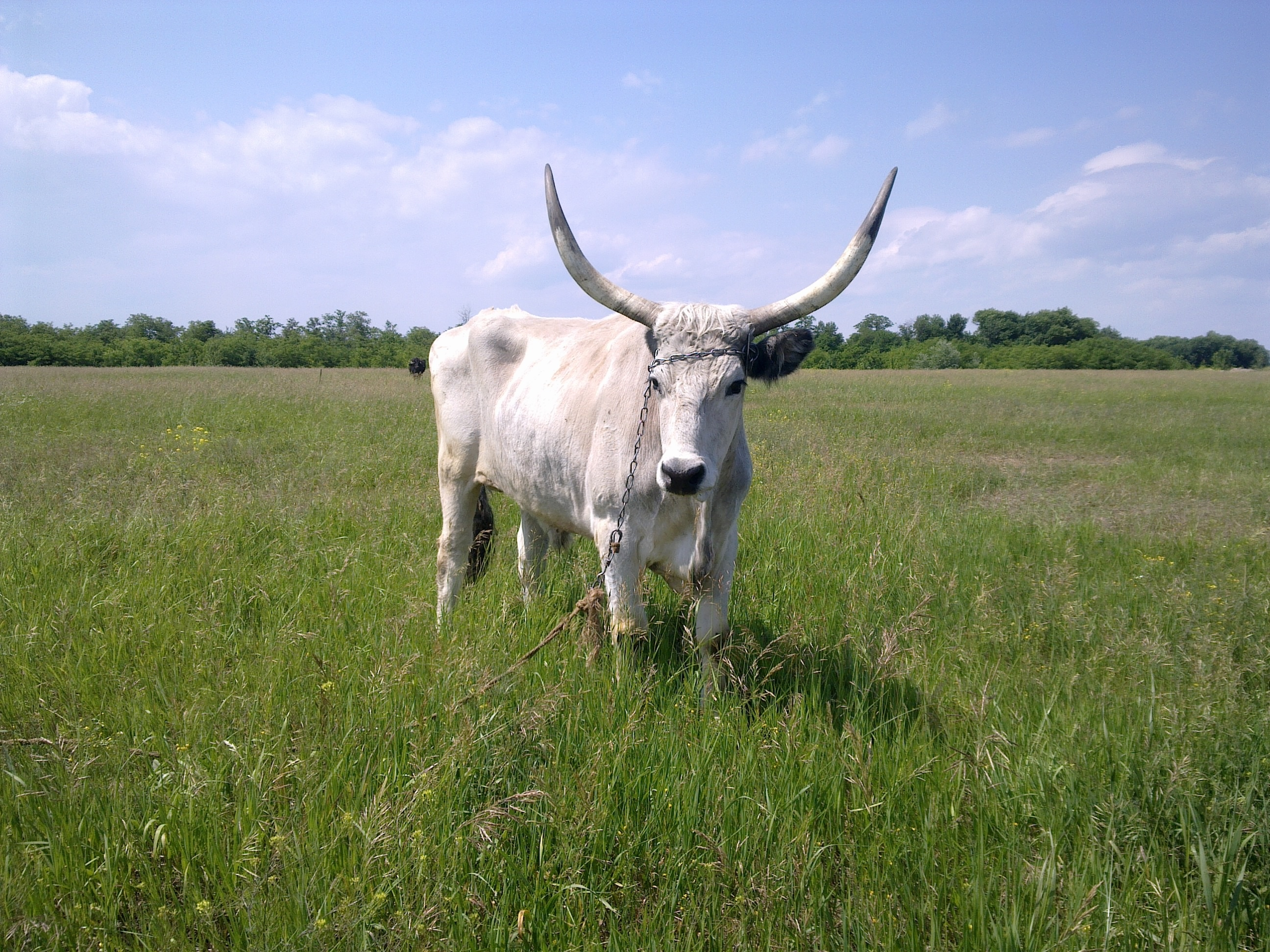
Худоба сірої української породи в заповіднику «Козацькі землі України».

Сіра українська худоба є витривала, не вибаглива, має добрі, визначні робочі якості. Для сірої худоби характерні високі відгодівельні й забійні показники.
Характеризується порода міцною конституцією, відноситься до рослих порід.
У породи масть сіра, має три забарвлення масті: біло-сіра, сіра та чорно-сіра. Бугаї значно темніші за корів. У бугаїв шия, грудина, кінцівки мають темніше забарвлення. Телята народжуються рудої масті. Зрідка зустрічаються тварини полової масті. У багатьох тварин, особливо у плідників, бувають темні «окуляри» навколо очей. Носове дзеркало темне. Голова широка в лобі і звужена в лицевій частині. Роги у породи довгі, різної форми, загалом світлі, але на кінцях чорного кольору.
Шкіра у породи щільна, еластична та товста. Тварини рослі й дебелі з витягнутим тулубом. Кістяк дуже міцний. Холка висока, шия — середнього розміру, ноги помітно довгі, дуже міцні, ратиці чорні, м'язи, особливо у передній частині, добре розвинені. Корови достатньо рослі (у холці до 135 см), мають широку та глибоку грудину (глибина грудей — 75 см, завширшки — 46 см). Жива маса дорослих корів: 580—600 кг. Окремі тварини досягають ваги 700 кг та більше.
У породи добрі смакові якості м'яса.

## Поширення
Сіра українська худоба в давні часи посідала ареал всієї степової зони Східної Європи, від Карпатських гір до Кубані.
До 1920-х років була поширена по лісостепу й степу. У 1960-х роках порода збереглася в незначній кількості у господарствах Дніпропетровської, Херсонської та Черкаської областей. Сьогодні масиви поголів'я сірої української худоби України зосереджені в дослідному господарстві «Поливанівка» Інституту сільського господарства степової зони України (Січеславщина) та дослідному господарстві «Маркеєво» Інституту тваринництва степових районів «Асканія-Нова» (Херсонщина), загалом 926 голів (станом на 2020 рік).
Більше десятка голів родича сірої української породи — сірої угорської, є в селищі Мамаєва Слобода у Києві. Окремі тварини сірої української знаходяться в біосферному заповіднику «Асканія-Нова», Межигір'ї та фермі «MotherFarm».

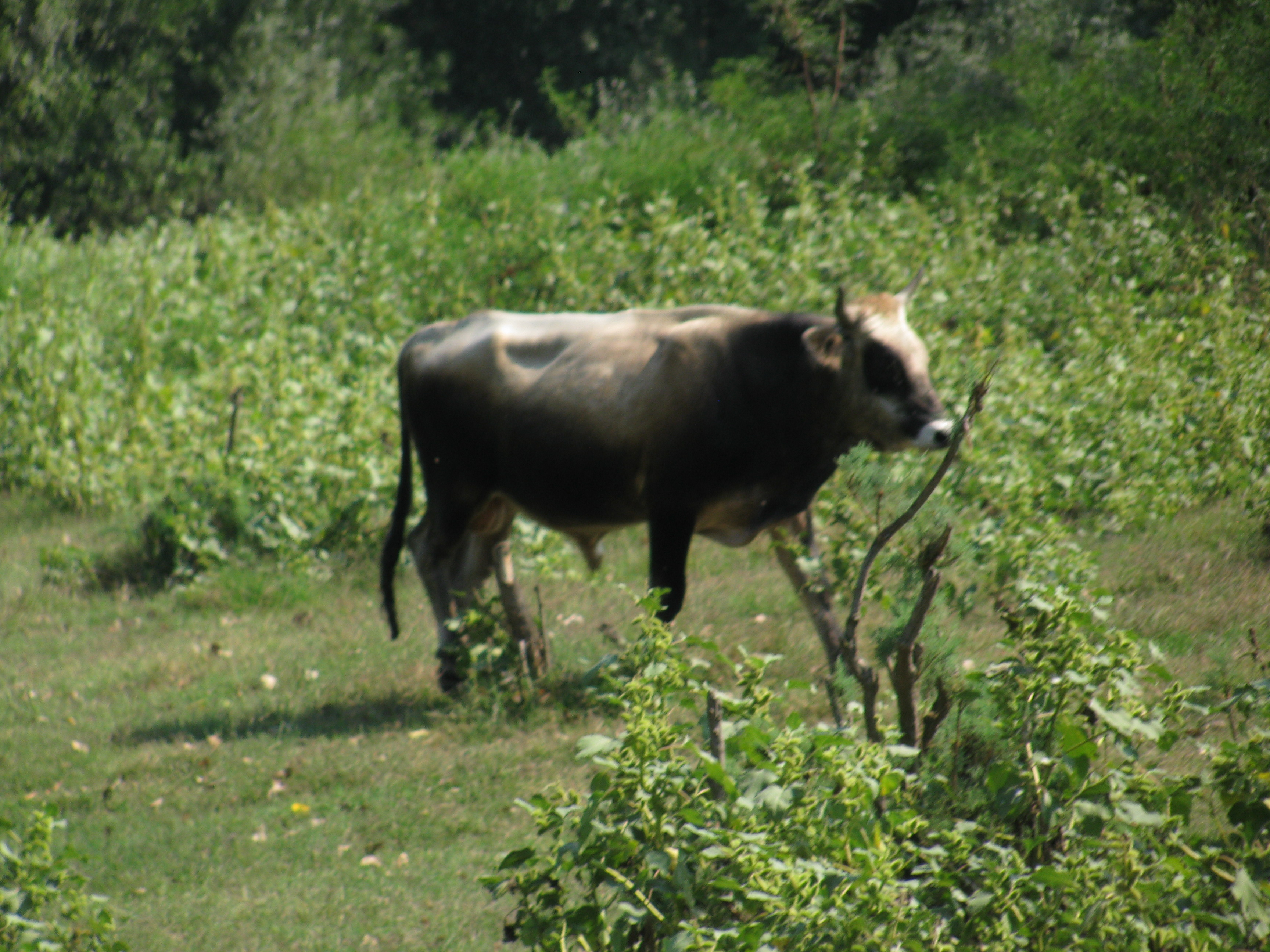
Українська сіра порода на острові Малий Татару

У 2005 році за підтримки українського відділення Всесвітнього фонду дикої природи (WWF) дванадцять голів сірої української (один бик, п'ять телят і шість корів) були завезені на острів Малий Татару в українській дельті Дунаю. Тварин придбали в біосферному заповіднику «Асканія-Нова», вони добре акліматизувалися, їх чисельність почала зростати.